# Force aérienne équatorienne
La Force aérienne équatorienne (en espagnol : Fuerza Aérea Ecuatoriana (FAE)) est le principal élément aérien des forces armées équatoriennes, bien que l’armée équatorienne dispose d'une aviation légère autonome depuis 1954 et qu’une aviation navale ait été créée en 1967.

## Historique

### De la Compagnie d’Aviation de l’Armée à une Force Aérienne indépendante
Les débuts de l’aviation militaire en Équateur remontent à 1920 lorsqu’une mission italienne créa le 27 octobre 1920 deux écoles d’aviation militaires, à Guayaquil et Quito. L’école de Quito ferma le 5 juin 1921, remplacé le 12 juillet suivant par l’École d’Aviation Militaire ‘El Condor’, autour de laquelle fut organisée une Compañia de Aviación del Ejército. En 1925 on comptait une vingtaine d’appareils en service. En 1927 cette Compagnie d’aviation fut rebaptisée Cuerpo de Aviadores Militares del Ejército avant de devenir Fuerza Aérea del Ejército Equatoriana (FAEE) le 3 juillet 1935. En 1937 une nouvelle mission italienne arriva en Équateur, avec quelques monoplans Gabardini (en). Elle devait rester sur place jusqu’à l’entrée en guerre de l’Italie en 1940.
L’Équateur ayant autorisé les États-Unis à construire sur son territoire deux bases aériennes pour assurer la défense du Canal de Panama, une mission militaire américaine arriva dans le pays en janvier 1941, mais ses activités se limitèrent à la construction des bases aériennes de Baltra et de Salinas jusqu’à ce que le conflit frontalier opposant l’Équateur et le Pérou se transforme en conflit armé en juillet 1941.
Après la signature du Protocole de Rio en janvier 1942 les États-Unis considérèrent finalement la nécessité de doter l’Équateur d’une aviation de combat et livrèrent à la FAEE quelques avions d’entrainement et six Seversky P-35 afin de constituer une Escadrille de Chasse. Sous la pression du gouvernement américain la compagnie aérienne SAETA (Sociedad Ecuatoriana de Transportes Aéreos), gérée par des intérêts allemands, fut également nationalisée, la FAEE obtenant ainsi trois Junkers Ju 52. En 1944 la FAEE devint autonome et fut rebaptisée Fuerza Aérea Equatoriana (FAE).

### Un développement marqué par les conflits avec le Pérou
En 1947, l’Escadron de Chasse fut rééquipé grâce à la livraison de 20 P-47D Thunderbolt puis l’Équateur se tourna à nouveau vers l’Europe pour son équipement. En 1954 furent commandés au Royaume-Uni six Canberra et douze Gloster Meteor. La FAE devenait ainsi une force tactique, abandonnant les missions de réglage d’artillerie au Servicio Aéreo del Ejército. Le début de l’exploitation pétrolière permit enfin à l’Équateur de se doter d’une aviation de combat moderne, avec l’achat de BAC Strikemaster en 1972, de Cessna A-37B en 1976, de Jaguar en 1977, et de Dassault Mirage F1 en 1978. Durant ces mêmes années 1970, la FAE fut réorganisée afin de constituer une Escadre de Combat (Ala de Combate), un Groupe de Transport Aérien Militaire et une École Militaire d’Aviation.
La création d’un poste militaire équatorien en territoire péruvien le 22 janvier 1981 était une violation du Protocole de Rio et raviva les tensions frontalières entre les deux pays. Durant la guerre du Paquisha, la FAE effectua 179 sorties de guerre mais ne put empêcher l’armée péruvienne de repousser les troupes équatorienne au-delà des frontières établies en 1942.
Les hostilités reprirent début 1995 lors de la guerre du Cenepa, d’abord avec des incursions péruviennes en territoire équatorien puis avec une attaque en règle des postes frontières équatoriens le long de la Cordillère des Andes les 21 et 22 janvier. Après une tentative avortée de négociations, les combats reprirent le 9 février. Le lendemain deux Su 22M péruviens furent abattus par des Mirage F1 équatoriens et un Kfir détruisit un A-37B péruvien. Il semble que l’aviation équatorienne ait également abattu un Canberra et qu’un ou deux Kfir aient été perdus par la FAE, victimes de missiles tirés du sol. Les combats cessèrent le 17 février sur médiation de l’ONU et un traité fut signé en octobre 1998.
En 2006 la FAE a été réorganisée en deux grands commandements : le Commandement des Opérations aériennes et de Défense (COAD) et le Commandement des Écoles et de la Doctrine (CED).
Fin 2010, elle reçoit une douzaine de chasseurs de seconde main Atlas Cheetah sud-africains, clouée au sol et définitivement retirée en raison de l’arrêt de la production et du manque de pièces de rechange.

## Dotation[Quand?]
liste en 2023
| Aéronef                              | Origine        | Type                                               | Versions               | En service     | Notes | Image          |
| Attaque au sol                       | Attaque au sol | Attaque au sol                                     | Attaque au sol         | Attaque au sol | Attaque au sol | Attaque au sol |
| ------------------------------------ | -------------- | -------------------------------------------------- | ---------------------- | -------------- | --- | -------------- |
| Embraer Super Tucano                 | Brésil         | Avion d'entraînement, Avion d'attaque au sol, COIN | EMB 314                | 17             | Livraison : à terminer d'ici 2012, à raison de 2 unités par mois. Une commande initiale de 24 unités a été réduite à 18 en mai 2010.                                                |                |
| Avion d'entraînement                 |                |                                                    |                        |                | |                |
| Grob G 120TP                         | Allemagne      | Avion d'entraînement                               | 120TP                  | 8              | |                |
| Diamond DA20-C1                      | Autriche       | Avion d'entraînement                               | DA20-C1                | 19             | Les livraisons ont commencé en mars 2012 |                |
| Avion de transport                   |                |                                                    |                        |                | |                |
| Boeing 727                           | États-Unis     | Avion de transport VIP                             | 727-100                | 1              | Ex-TAME |                |
| Lockheed C-130 Hercules              | États-Unis     | Avion de transport                                 | C-130B C-130H L-100-30 | 2 1            | 8 livrés au total : 4 C-130B, 1 C-130-30, 3 C-130H. 2 avions se sont écrasés à l'approche de Quito en 1983 et 1986. Tous pourraient ne pas être opérationnels, les sources varient. |                |
| CASA C-295                           | Espagne        | Avion de transport                                 |                        | 3              | |                |
| Beechcraft King Air                  | États-Unis     | Avion de transport léger                           | 350                    | 1              | |                |
| de Havilland Canada DHC-6 Twin Otter | Canada         | Avion de transport                                 | DHC-6-300              | 3              | ADAC. 6 livrés total. |                |
| IAI Arava                            | Israël         | Avion de transport                                 | IAI-201                | 2              | ADAC. |                |
| Hélicoptère                          |                |                                                    |                        |                | |                |
| Leonardo AW119                       | Italie         | Hélicoptère polyvalent                             | Mk II                  | 4              | |                |
| Eurocopter EC145                     | Allemagne      | Hélicoptère polyvalent                             |                        | 6              | |                |
| Bell TH-57 Sea Ranger                | États-Unis     | Hélicoptère de transport                           | TH-57 Sea Ranger       | 9              | Initialement, 13 avaient été commandés en 1990. Perdus : un le 12 mai 2008, trois lors d'accidents antérieurs.                                                                      |                |
| Drones                               |                |                                                    |                        |                | |                |
| UAV-2 Hawk                           | Équateur       | Drone                                              |                        |                | Véhicule aérien sans pilote développé localement ; coût unitaire inférieur à 500 000 $.                                                                                             |                |

## Armement
- Missile air-air Denel Dynamics V-4 R-Darter (en)  Afrique du Sud[8] [source insuffisante]
- Missile air-air MBDA Matra R550 Magic II  France
- Missile air-air IAI Python MK-IV AAMs Israël
- Missile air-air IAI Python MK-III AAMs Israël
- Missile air-air IAI Shafrir MK-II AAM  Israël
- Bombe Matra Durandal  France